# Віктор Васкес
Віктор Васкес (ісп. Víctor Vázquez, нар. 20 січня 1987, Барселона) — іспанський футболіст, атакувальний півзахисник бельгійського «Брюгге».

## Клубна кар'єра
Народився 20 січня 1987 року в місті Барселона. Вихованець системи підготовки юнаків однойменного клубу. З 18 років почав залучатися до складу третьої команди «Барселони»,  а через сезон, у 2006, став гравцем другої команди («Барселона Б»). 2008 року провів одну гру за головну команду каталонського гранда, яка, втім, лишилася його єдиним виходом на поле в Ла Лізі. До 2011 року продовжував грати за другу команду в Сегунді, зареєструвавши за цей час лише декілька появ у складі основної команди клубу в єврокубках.
2011 року 24-річний на той час гравець нарешті залишив клубну систему «Барселони», уклавши трирічний контракт з бельгійським «Брюгге». В команді з Брюгге відразу став стабільно виходити в основному складі і згодом подовжив дію угоди з клубом до 2016.

## Виступи за збірну
2002 року провів одну гру в складі юнацької збірної Іспанії.

## Титули і досягнення
- Чемпіон Іспанії (1):

«Барселона»:  2008–09
- Володар Кубка Іспанії з футболу (1):

«Барселона»:  2008–09
- Переможець Ліги чемпіонів УЄФА (2):

«Барселона»:  2008–09, 2010–11
ґ* Володар Кубка Бельгії (1):
«Брюгге»:  2014–15